# 446

446(사백사십육)은 445보다 크고 447보다 작은 자연수다.

## 수학
- 합성수로, 그 약수는 1, 2, 223, 446이다. 진약수의 합은 226이므로, 446은 부족수다.
  - 137번째 반소수다. 앞의 반소수는 445, 다음 반소수는 447이다.
- {\displaystyle 446=9^{2}+10^{2}+11^{2}+12^{2}}
  - 연속하는 네 자연수의 제곱합으로 나타낼 수 있으며, 이 성질을 지닌 앞의 수는 366, 다음 수는 534다.

## 과학
- NGC 446(영어판): 물고기자리 방향에 있는 렌즈형은하.

## 교통

### 철도
- 수도권 전철 4호선 대야미역의 역번호.

### 도로
- 국도
  - 일본 446번 국도: 미야자키현 휴가시에서 히가시우스키군 미사토정까지 이어지는 일본의 국도.
- 기타 도로
  - 446번 지방도: 강원특별자치도 인제군 남면에서 홍천군 내면까지 이어지는 대한민국의 지방도.
  - 현도 제446호선

## 군사
- U-446(영어판): 제2차 세계 대전에 사용된 나치 독일의 군용 잠수함.

## 문화유산
- 대한민국의 보물 제446호: 양양 선림원지 홍각선사탑비
- 대한민국의 사적 제446호: 영월 정양산성

## 기타
- 연도: 446년, 기원전 446년